# Nur nicht schwach werden
Nur nicht schwach werden oder auch Er im Paradies (Originaltitel: Never Weaken) ist eine US-amerikanische Kurzfilm-Komödie der Stummfilmära mit Harold Lloyd in der Hauptrolle.

## Handlung
Eine amerikanische Großstadt: In einem Hochhaus sind Harold, der Junge, und Mildred, das Mädchen, in benachbarten Büros angestellt. Allerdings kümmern sie sich wenig um ihre Arbeit, sondern finden stattdessen Beschäftigung darin, sich gegenseitig über die Bürofenster Liebesbeweise zu machen. Diese zarte Hochhausliebe wird gefährdet, als Mildreds Chef – ein Arzt für Osteopathie – sie entlassen will, da er sie wegen mangelnder Kundschaft nicht mehr bezahlen kann. Damit die Geliebte weiterhin in der Nähe bleiben kann, schreitet Harold zur Rettung ein: Mit zahlreichen Visitenkarten und mehr oder weniger legalen Tricks, die zeitweise auch die Aufmerksamkeit eines Polizisten auf Harold richten, zieht er durch die Straßen. Am Ende bekommt der Arzt zahlreiche neue Kunden und Mildred darf ihre Arbeit behalten.
Harold will Mildred eigentlich heiraten, doch dann hört er, wie seine Angebetete mit einem anderen Mann über Heirat spricht. Was er nicht weiß: Der andere Mann ist Mildreds älterer Bruder, ein Priester, der die Hochzeitszeremonie durchführen soll. Bestürzt will Harold nun Selbstmord begehen – zunächst mit einem Gifttrank, später mit einem Notizhalter, einem Fenstersprung und einer Pistole – doch die Ausführung will nicht gelingen. Er zieht sich eine Augenbinde über und positioniert sich so, dass er erschossen wird, wenn seine Bürotür aufgeht. Von der benachbarten Baustelle kommt unterdessen ein schwebender Betonbalken durch das offene Fenster in sein Büro, Harold wird auf seinem Stuhl von dem Balken nach draußen mitgenommen. Der suizidale Harold nimmt die Augenbinde ab und sieht zunächst einen Engel (der zu der Fassade seines Hochhauses gehört) und wähnt sich im Himmel, bis er eine Jazzband auf dem benachbarten Dach spielen hört. Harold versteht nun, dass er hoch über der Stadt schwebt. 
In waghalsigen Kletteraktionen kämpft Harold um sein Leben und gegen die Tücken der hochgelegenen Baustelle. Er kommt schließlich erschöpft, aber lebendig unten am Gebäude an. Das Missverständnis mit dem „anderen Mann“, Mildreds Bruder, klärt sich auf. Der Heirat steht nun nichts mehr im Weg.

## Hintergrund
Nur nicht schwach werden wurde die letzte Kurzfilm-Komödie von Harold Lloyd, der sich anschließend dem abendfüllenden Spielfilm zuwandte und nie wieder zum Kurzfilm zurückkehren sollte. In diesem Film widmet sich Lloyd einem seiner Markenzeichen, dem waghalsigen Klettern auf Hochhäusern, welches er später in seinen Langfilmen wie Ausgerechnet Wolkenkratzer! wieder aufgriff.
Am 20. April 1980 feierte Nur nicht schwach werden seine deutsche Erstausstrahlung im ZDF.

## Kritiken
Never Weaken gilt bei vielen Filmkritikern als einer der besten Kurzfilme von Harold Lloyd. Der Filmdienst schreibt: „Lloyds letzter und bester Kurzfilm, der von seinen abendfüllenden Hochhausfilmen zwar erfolgreich variiert, aber nicht mehr übertroffen werden konnte.“